# كيتشنر (أونتاريو)
كيتشنر، أونتاريو (بالإنجليزية: Kitchener)‏ هي مدينة كندية تقع في مقاطعة أونتاريو. تبلغ مساحة هذه المدينة 136.8854 (كم²)، ويبلغ عدد سكانها 204668 نسمة حسب إحصاء سنة 2006 م، بينما كان يسكنها 190399 نسمة في سنة 2001 م. تحتل هذه المدينة المرتبة رقم 21 بين مدن كندا حسب عدد السكان والمرتبة رقم 10 في المقاطعة. نما عدد السكان في هذه المدينة بنسبة (7.5) بين العامين المذكورين.

## توأمة
لكيتشنر (أونتاريو) اتفاقيات توأمة مع:
- كوماسي

## أعلام
- إيرل ديكسون
- فيبي أميليا واتسون
- نانسي لو باترسون
- جيسون ريسو
- ويليام كينج

## وصلات خارجية
- الأطلس الحكومي لكندا
- إحصاءات كندا مع ساعة تعداد السكان